# Luigi Mapelli
Luigi Mapelli   (Bellinzago Lombardo, 10 d'octubre de 1855 - Milà, 23 d'octubre de 1913) fou un compositor, director d'orquestra i professor italià.

## Biografia
Nascut a Bellinzago Lombardo, fill del campaner de l'església local, el 1872 es va inscriure al Conservatori de Milà, on va tenir entre els seus professors Polibio Fumagalli, Angelo Panzini, Franco Faccio i Antonio Bazzini. Aquí en el Conservatori va interpretar les seves primeres composicions: una obertura, una serenata per a orgue i, com a assaig de diploma, el 23 d'agost de 1879, una simfonia .
El 1884 va guanyar el primer Concurs de Sonzogno per a actes únics de compositors per primera vegada amb Anna i Gualberto, basat en un llibret de Ferdinando Fontana, ex aequo amb Guglielmo Zuelli (La fada del nord). Les dues òperes es van representar al teatre Manzoni (Milà) el 4 de maig d'aquell any.
Després de guanyar el Concurs de Sonzogno, a partir de 1885, Mapelli es dedicà sobretot a la docència, cobrint les dues cadires d'harmonia i contrapunt i fuga (aquesta última com a suplent i des de 1887 com a professor) al Conservatori de Milà. Entre els seus alumnes, hi havia Federico Caudana. Franco da Venezia i molts d'altres.
Les seves melodies sacress van ser publicades per Bertarelli, a Milà, editada per Lorenzo Perosi. Alguns dels seus motets han estat interpretats per la capella de la catedral de Milà des de l'època de la direcció de Luciano Migliavacca, que va ser un gran admirador d'aquesta.

## Pers la seva obra
- Luigi Mapelli